# پلکتانشیم
پلکتانشیم یا بافته‌آکنه (انگلیسی: Plectenchyma) اصطلاحی عمومی برای اشاره به تمامی گونه‌های بافت قارچ‌ها است.
گاه آرایش منظمی از نَخینه‌ها (هیف‌ها) دیده می‌شود. بافت حاصل از منظم شدن نخینه‌ها را پلکتانشیم نامیده می‌شود.
دو نوع اصلی پلکتانشیم در قارچ‌ها دیده می‌شود:
۱ – پروزانشیم Prosynchyma در این بافت، ریسه‌ها از سلول‌های دراز ساخته شده و به‌طور موازی با یکدیگر قرار می‌گیرند. حالت انفرادی ریسه‌ها در این بافت نسبتاً محفوظ است. مثل بافت استروما Stroma و ریزومورف Rhizomorph.
استروما بالشک مانند و نرم است که ممکن است فقط از بافت قارچی یا مخلوطی از بافت قارچی و گیاه میزبان باشد. در سطح یا داخل استروما اندام زایشی جنسی و غیرجنسی به وجود می‌آید.
ریزومورف توده‌ای از هیف‌های منظم می‌باشند که به صورت رشته‌ای کنار هم قرار می‌گیرند. سلول‌های بخش لایه بیرونی آن مثل اسکلروت، دارای دیواره ضخیم و تیره و لایه داخلی آن مثل استروما حالت پروزانشیمی دارد و هیف‌ها حالت انفردادی خود را حفظ می‌کنند. ریزوموف قادرست مثل ریشه از انتها رشد نماید و معمولاً در خاک تشکیل می‌شود ولی می‌تواند در چوب و درخت هم رشد نماید و نیز می‌تواند از گیاهی به گیاه سالم منتقل و آن را آلوده نماید.
۲ – سودوپارانشیم Pseudoparenchyma: در این بافت که بافت پارانشیم کاذب نیز نامیده می‌شود، سلول‌های همشکل به‌طور فشرده کنار هم هستند. ریسه‌ها حالت انفرادی خود را در بافت پارانشیم کاذب از دست می‌دهند و دیگر به شکل ریسه نیستند (مثل اسکلروتیوم Sclerotium).
اسکلروتیوم یا اسکلروت اندامی است سفت، پایا و معمولاً تیره رنگ که به اشکال و اندازه‌های مختلف و در شرایط نامساعد تشکیل می‌شود. اسکلروت دارای ۳ تا ۴ لایه سلول بیرونی (rind) با دیواره ضخیم و تیره رنگ است. سلول‌های بخش داخلی اسکلروت (Medolla) ضخامت عادی خود را حفظ کرده و رنگ روشنی دارند. اسکلروت در شرایط مساعد فعال شده و ممکن است به میسلیوم یا استروما یا یک اندام زایشی تبدیل شود.